# Alan Grant (personaggio)
Alan Grant è un personaggio immaginario del franchise di Jurassic Park.
È un paleontologo introdotto per la prima volta nel romanzo Jurassic Park di Michael Crichton, pubblicato nel 1990, che ha dato origine all'intero franchise. Crichton si ispirò al paleontologo Jack Horner per la creazione del personaggio di Grant; curiosamente, Horner fu anche consulente tecnico per i film. Il regista Steven Spielberg ha diretto l'adattamento cinematografico del 1993, e diversi attori furono considerati per interpretare Grant. Alla fine, il ruolo andò a Sam Neill, che lo rese uno dei suoi personaggi più iconici. Spielberg attribuì al personaggio una certa antipatia per i bambini e lo inserì in una relazione con la dottoressa Ellie Sattler, una paleobotanica che nel romanzo è studentessa di Grant. Sattler, interpretata da Laura Dern, desidera costruire una famiglia con lui, ma Grant è riluttante all'idea.
Neill è tornato a interpretare Grant in Jurassic Park III (2001), in cui compare anche Dern in un cameo. In quel film, Sattler si è sposata con un altro uomo e ha messo su famiglia, ma è rimasta amica di Grant. Il regista Joe Johnston decise di separare i due personaggi, ritenendo che Laura Dern sembrasse troppo giovane per una relazione del genere, dato che Neill ha vent'anni più di lei. Neill, che si era detto insoddisfatto della sua interpretazione nel primo film, fu inizialmente esitante a tornare, rendendo Jurassic Park III la prima occasione in cui riprese uno dei suoi ruoli precedenti.
Neill e Dern tornarono ancora una volta nei panni di Grant e Sattler in Jurassic World - Il dominio (2022), con ruoli di primo piano. Nel film, Sattler ha divorziato dal marito e, alla fine, lei e Grant riaccendono la loro relazione romantica. Il regista e co-sceneggiatore Colin Trevorrow ha condiviso con Neill e Dern il desiderio di riunire i due personaggi anche dal punto di vista sentimentale.
Entrambi gli attori hanno inoltre prestato le loro voci per i rispettivi personaggi nei videogiochi Jurassic World Evolution e Jurassic World Evolution 2, nei contenuti scaricabili pubblicati rispettivamente nel 2019 e nel 2022.

## Biografia del personaggio
Il dott. Alan Grant è un personaggio chiave nella saga, specialmente nella prima trilogia, e la sua storia prima degli eventi avvenuti al Jurassic Park cambia notevolmente tra il romanzo e il film. Nel romanzo originale è un quarantenne nato verso il 1950, e un rinomato esperto nel campo della paleontologia, specializzato nello studio dei dinosauri, velociraptor in modo particolare. Insegna la propria branca scientifica all'Università di Denver e ha al suo attivo numerose relazioni scientifiche sul metodo di scavo e le deduzioni dallo stato dei fossili. È vedovo da lungo tempo e collabora spesso con la dottoressa Ellie Sattler, sua giovane allieva appena laureatasi in scienze paleobotaniche. Il dottor Grant, noto per il suo comportamento dimesso, che lo rende più simile a un comune lavoratore che a uno scienziato, è finanziato da tempo dal celebre John Hammond, un filantropo a capo della InGen, una misteriosa società di ingegneria genetica.
Nell'agosto del 1989 viene contattato da Hammond, il quale gli propone un weekend a Isla Nublar, una piccola isola al largo della Costa Rica, insieme alla dottoressa Sattler, nella speranza che loro due avallino il progetto scientifico che sta portando avanti da diversi anni. Grant e la dottoressa Sattler accettano di partire e in cambio Hammond promette di finanziare i loro scavi per altri due anni. Insieme al texano Ian Malcolm, docente universitario di matematica e teoria del caos, Grant e Sattler scoprono con stupore che John Hammond ha creato sull'isola un parco in cui sono stati riportati in vita svariate specie di dinosauri tramite la clonazione. Il parco, chiamato Jurassic Park, è prossimo all'apertura al pubblico di tutto il mondo. Come paleontologo, Grant ne rimane impressionato, ma al tempo stesso, analogamente a Ian Malcom, teme che la complessità di tale realizzazione scientifica possa sfuggire di mano alla InGen, a scapito della sicurezza dei turisti.
Quando Dennis Nedry, l'ingegnere informatico che ha realizzato la rete di computer che gestisce la sicurezza del parco, viene corrotto da una corporazione rivale, sull'isola si scatena il finimondo; manomettendo l'intero sistema per rubare gli embrioni congelati di tutte e quindici le specie Nedry dà il via ad una successione di eventi che metteranno in pericolo le poche persone presenti sull'isola. I dinosauri infatti evadono dai recinti, e Grant rimane all'aperto nell'isola alla loro mercé, insieme a Tim e Lex, i giovani nipoti di John Hammond, che dopo una lunga peregrinazione e molti colpi di fortuna riesce a trarre in salvo raggiungendo il centro visitatori, dove dimostra che i dinosauri hanno inaspettatamente acquisito la capacità di procreare. Grant ha una forte affinità con i bambini - soprattutto a causa del loro interesse per i dinosauri. Soprattutto, durante il suo burrascoso viaggio, avvista insieme al piccolo Tim una nave carica di dinosauri, diretta alla volta del continente.
In un secondo momento, insieme a Robert Muldoon, Ellie Sattler e a Donald Gennaro, si reca presso una colonia di velociraptor, dove conta diversi piccoli appartenenti a nidiate diverse, e scopre che essi stanno preparandosi a migrare, come gli uccelli. Tratto in salvo da un distaccamento di soldati costaricani, viene trattenuto per ordine del governo, che lo interroga circa nuovi avvistamenti di dinosauri nelle campagne, che mangiano polli e vegetazione ricchi di lisina.
Grant ha scritto diversi libri su i dinosauri. Il mondo perduto dei dinosauri (The Lost World of the Dinosaurs in lingua originale) è il titolo del libro scritto da Grant che viene citato da Timonthy Murphy. Nel film di Spielberg, invece, il libro scritto da Grant si chiama Dinosaur Detectives. In questo libro, Grant sostiene che l'evoluzione degli uccelli sia iniziata nel periodo giurassico, con i primi uccelli derivati dai dinosauri. In Jurassic Park III Eric Kirby rivela che Grant ha scritto un nuovo libro basato sull'incidente di Isla Nublar, evento che ha reso lo stesso Grant più ostile nei confronti dei dinosauri.

## Caratterizzazione
La prima descrizione del personaggio avviene nel capitolo "La costa del mare interno" (seconda iterazione). Crichton, fin dall'inizio, esalta più la componente fisica ed attiva di Grant che quella intellettiva, omaggiando così il famoso paleontologo Robert T. Bakker, fonte d'ispirazione per il personaggio di Alan Grant. Grant, infatti, viene descritto come un «quarantenne barbuto dal petto poderoso». che indossa solitamente degli occhiali da sole. Grant è una delle massime autorità della paleontologia, ma nonostante ciò non è mai a proprio agio nei rapporti sociali che richiedono una certa etichetta. Si considera un «lavoratore sul campo», e crede che tutte le ricerche significative nella paleontologia debbano svolgersi direttamente nei siti. Detesta i computer e non sopporta gli accademici e i curatori di musei, definendoli «i cacciatori di dinosauri intorno a un tavolino da tè». Per distinguersi da loro, inoltre, è persino arrivato a tenere delle lezioni all'università di Denver in jeans e scarpe da tennis. Grant è affascinato da Jurassic Park, ma poi, analogamente a Ian Malcolm, comincia a dubitare della stabilità del parco e a criticare l'operato di John Hammond. Alan Grant nel romanzo ha buoni rapporti con Timothy e Alexis Murphy, i nipoti di John Hammond, con i quali divide la passione per i dinosauri.

## Concezione e sviluppo
Il personaggio di Alan Grant è un ibrido fra tre maggiori esperti di paleontologia: Jack Horner, Robert R. Makela e Robert T. Bakker. Grant, infatti, lavora in Montana come Horner ed ha una cattedra all'università di Denver proprio come Bakker. Crichton si ispirò molto a Bakker per creare l'aspetto e la personalità di Grant. I due sono simili sia nell'aspetto (l'aspetto trascurato, la barba lunga) che nel carattere (amano la vita all'aperto e si oppongono ai sistemi).

## Altri media

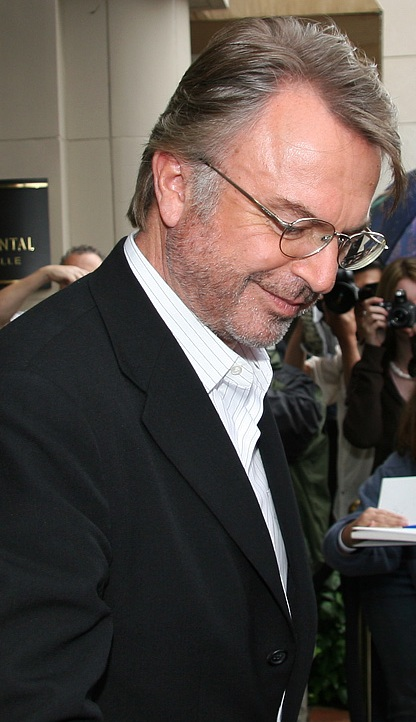
Sam Neill, interprete di Alan Grant nelle trasposizioni cinematografiche

Nella serie di film su Jurassic Park, Alan Grant è interpretato da Sam Neill con la voce italiana di Stefano De Sando. Per il ruolo vennero considerati William Hurt, Richard Dreyfuss e Harrison Ford, i quali rifiutarono la parte. Jurassic Park (1993) di Steven Spielberg traspone sul grande schermo le vicende del primo libro di Michael Crichton. Il personaggio di Alan Grant subisce alcune modifiche nel film rispetto al romanzo: non è barbuto, è fidanzato con Ellie Sattler (e non è citata la sua vedovanza) e odia i bambini, anche se poi comincerà a simpatizzare con Timothy e Alexis Murphy proprio come nel romanzo. Le vicende che lo vedono protagonista, invece, sono in parte simili a quelle narrate nel romanzo.
Jurassic Park III (2001) di Joe Johnston è una storia originale e non è basata sulle opere di Crichton. In questa nuova avventura, Grant non è più fidanzato con Ellie Sattler, sposatasi con un avvocato (i due, tuttavia, sono rimasti grandi amici), e ha un nuovo assistente: Billy Brennan. Grant è rimasto molto scosso dagli avvenimenti di Isla Nublar e più volte afferma di detestare l'operato di John Hammond a Jurassic Park, soprattutto perché i dinosauri creati dalla InGen (che lui definisce come mostri e non come dinosauri) hanno allontanato il mondo dalla paleontologia e dai fossili. All'inizio del film, Grant viene ingannato da i due coniugi Kirby che, fingendosi facoltosi turisti, lo invitano a far loro da guida a Isla Sorna. Una volta giunti sull'isola, tuttavia, Grant scopre che il vero obiettivo dei due è quello di ritrovare il loro unico figlio Eric, precipitato accidentalmente sull'isola. Dopo varie avventure, Grant riesce a trovare Eric e, dopo essersi ricongiunto con il resto del gruppo di sopravvissuti ed essere scampati allo Spinosauro e ai Velociraptor, riescono a fuggire dall'isola con l'aiuto dei marine, chiamati dalla dottoressa Sattler.
Il personaggio riappare nel film Jurassic World - Il dominio (2022). Quattro anni dopo la sua fuga da Isla Sorna, Jurassic World viene aperto nonostante lui esprima ripetutamente i propri dubbi. Nel corso degli anni, Grant fatica a proseguire con il proprio lavoro, perché dopo l'apertura del parco e ancora di più dopo gli eventi del film Jurassic World - Il regno distrutto (2018), il pubblico ha perso l'interesse di un tempo verso la paleontologia e quindi Alan ha sempre più difficoltà a trovare fondi per i suoi scavi. Quattro anni dopo il diffondersi dei dinosauri nel mondo, Ellie lo contatta per chiedergli di aiutarlo a smascherare i crimini della Biosyn, società rivale della InGen che ha liberato in natura una specie di cavallette preistoriche, responsabili di un grave disastro ecologico. I due raggiungono la sede della Biosyn, in una valle tra le dolomiti italiane e, con l'aiuto di Ian Malcolm prima, poi di Owen Grady e Claire Dearing, ed infine anche di Henry Wu, riescono a sopravvivere, a trovare le prove con cui rivelare al mondo la verità sulla Biosyn e risolvere il problema delle cavallette. Prima di andare a testimoniare assieme a Ian davanti al Congresso, Grant ed Ellie (ormai divorziata dal marito) tornano insieme.